# فاسيليس ساماراس
فاسيليس ساماراس هو لاعب كرة قدم يوناني في مركز الوسط، ولد في 16 فبراير 1974 في أريدايا في اليونان. لعب مع نادي باوك ونادي كافالا ونادي لاريسا.